# Бублик Дмитро Вячеславович
Дмитро Вячеславович Бублик — український військовослужбовець, молодший лейтенант Збройних сил України, учасник російсько-української війни. Герой України (2022).

## Життєпис
З весни 2014 року Дмитро Бублик бере участь у бойових діях проти російських окупантів.
3 вересня 2014 року Дмитро разом зі своїм взводом воювали біля Щастя.
Від першого дня повномасштабного російського вторгнення в Україну й до квітня 2022 року відзначився вмілими діями під час оборони Луганщини. За час боїв силами його роти знищено значну кількість особового складу й техніки ворога.
Станом на жовтень 2023 року має посаду — командир взводу мотопіхотного батальону 24 ОМБр імені короля Данила.

## Нагороди
- звання Герой України з врученням ордена «Золота Зірка» (11 грудня 2022) — за особисту мужність і героїзм, виявлені у захисті державного суверенітету та територіальної цілісності України, вірність військовій присязі.[3]